# 6216 Сан-Хосе
6216 Сан-Хосе (6216 San Jose) — астероїд головного поясу, відкритий 30 вересня 1975 року.
Тіссеранів параметр щодо Юпітера — 3,334.
Названо за Сан-Хосе (ісп., англ. San Jose) — третє за численністю населення місто в Каліфорнії, і десяте в США.